# Jan ter Laak (theoloog)

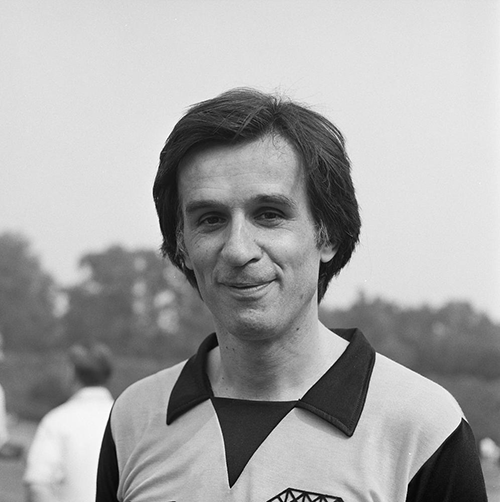
Jan ter Laak in AVRO's Sterrenslag, 1981

Johannes Jacobus (Jan) ter Laak (Didam, 31 december 1938 – Wilnis, 12 maart 2009) was een Nederlandse theoloog, vredesactivist en priester, die in 1997 uit de priesterstand werd ontheven.

## Priester
Jan ter Laak was de zoon van een molenaar. Als kind speelde hij al 'misje' en in 1951 werd hij op 12-jarige leeftijd leerling op het kleinseminarie te Apeldoorn, dat in 1953 erkend werd als gymnasium. Daarna ging hij filosofie studeren op het Philosophicum Dijnselburg in Huis ter Heide. Toen volgde de studie theologie aan het grootseminarie Rijsenburg te Driebergen, waarna hij in 1963 zijn priesterwijding kreeg. Over de opstand in 1961 onder de priesterstudenten tegen de leiding van het seminarie Rijsenburg heeft hij later een boekje geschreven (zie de bibliografie).
Na zijn priesterwijding was hij korte tijd pastoor in Haaksbergen (1963-1964). Een jaar later ging hij op verzoek van kardinaal Alfrink naar de Katholieke Universiteit Nijmegen om klassieke talen te studeren, zodat hij aan het kleinseminarie Apeldoorn docent zou kunnen worden.

## IKV-secretaris en pastor van dienstweigeraars
In plaats van docent werd Ter Laak in 1968 door toedoen van Wim Bartels secretaris van het in 1966 opgerichte Interkerkelijk Vredesberaad (IKV). Carel ter Maat was sinds de oprichting secretaris van het IKV geweest naast zijn eigenlijke functie als algemeen secretaris van Pax Christi Nederland en internationaal secretaris van Pax Christi. Ter Laak kreeg tegelijk de parttime functie van adjunct-secretaris van Pax Christi Nederland, waar hij zich tevens met de begeleiding van dienstweigeraars bezighield. Naderhand zei hij over deze activiteiten dat Pax Christi nooit heeft willen oproepen tot dienstweigering, maar dienstplichtigen "tot een bewuste keus" wilde brengen. In die periode meldden zich bij Pax Christi steeds meer dienstweigeraars die in de erkenningsprocedure politieke motieven tot gelding wilden brengen, waaronder Kees Vellekoop. Hij werd niet erkend en kwam in de gevangenis terecht. Vele anderen, waaronder Gied ten Berge, wist hij zo te rekruteren als nieuwe krachten voor IKV en Pax Christi. De nieuwe wetgeving van 1971 leidde namelijk tot verruiming van de erkenningsgronden en ook de tewerkstelling bij vredesorganisaties werd mogelijk. Deze nieuwe opstelling tegenover dienstweigeraars was mede door de inspanningen van Ter Laak tot stand gekomen.

## Omroeppastor bij de KRO
In 1974 werd hij pastor bij het KRO-Omroeppastoraat in Amersfoort, waarbij hij bij het IKV werd opgevolgd door Mient Jan Faber en bij Pax Christi Nederland door André van Kempen.
Naast het werk bij de KRO bleef hij betrokken bij de begeleiding van dienstweigeraars. Verder had hij in die tijd nog verschillende nevenfuncties; zo was hij bestuurslid van de Novib, voorzitter van de Werkgroep Kerken, lid van het dagelijks bestuur van het IKV en lid van de adviesraad van de Nationale Commissie voorlichting en bewustwording Ontwikkelingssamenwerking (NCO; beter bekend als De Commissie-Claus).

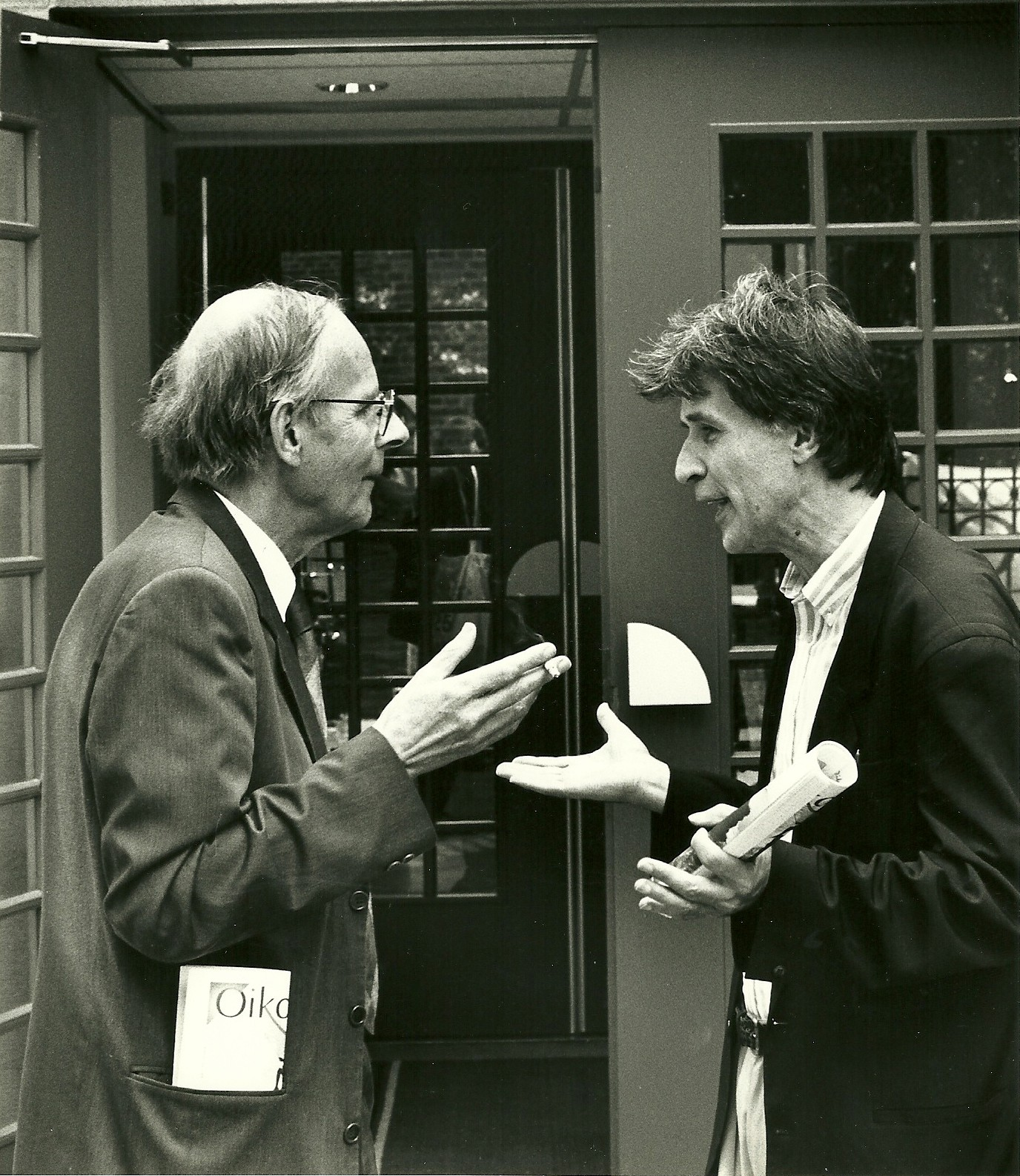
Wim van der Zee, secretaris van de Raad van Kerken (l.) in gesprek met Jan ter Laak, secretaris van Pax Christi (r.), mei 1993

## Algemeen secretaris Pax Christi
In 1983 werd hij lid van de Commissie Internationale Zaken en Oost-Westcontacten (CIZOW) en datzelfde jaar volgde hij Guy Dilweg op die sinds 1978 algemeen secretaris van Pax Christi Nederland was geweest. In die tijd (te weten in 1981, Amsterdam en in 1983 Den Haag speelden de grote vredesdemonstraties tegen het plaatsen van kernwapens in Nederland als gevolg van het NAVO dubbelbesluit. Namens Pax Christi zat Jan ter Laak in het Komitee Kruisraketten Nee (KKN) en bovendien was hij lid van het dagelijks bestuur van het IKV. Hij voelde het toen als zijn plicht om te voorkomen dat Pax Christi Nederland waarvan bisschop Ernst de voorzitter was, en de Katholieke Kerk te veel uit elkaar zouden groeien. Hij droeg ertoe bij dat het KKN te slapen werd gelegd en Pax Christi en IKV zich richtten op Oost-Europa en de democratische oppositie in die landen gingen steunen.
Later groeiden het IKV en Pax Christi Nederland enigszins uit elkaar toen het IKV, met name M.J. Faber, voorstander bleek van militair ingrijpen door de Verenigde Staten en de NAVO tijdens de Golfoorlog. Omdat Ter Laak zijn functie als Algemeen Secretaris van Pax Christi en zijn bestuurslidmaatschap van het IKV moeilijker te verenigen vond, stapte hij uit het dagelijks bestuur van het IKV. Binnen Pax Christi stimuleerde en stuurde hij samen met Lidwien Zumpolle vooral het vredeswerk in Colombia, bezocht guerrilla's in het oerwoud, sprak met de regering en de contra's, trachtte ontvoerden vrij te krijgen, vroeg de Kerk om grotere betrokkenheid bij het vredesproces, enzovoorts. Naast het werk bij Pax Christi was hij voorzitter van het Bedrijfspastoraat Bisdom Utrecht en betrokken bij de aan de PvdA-gelieerde Alfred Mozer Stichting (AMS). Tevens was hij in 1987 betrokken bij de oprichting van het Nederlandse Helsinki Comité.
Jan ter Laak gaf Pax Christi in 1992 een centrale rol bij het voorbereiden van de landelijke kerkendag in Amersfoort onder auspiciën van de Raad van Kerken.

## Aftreden Pax Christi en daarna
In september 1996 trad hij, net terug van een missie naar Colombia, plotseling af als algemeen secretaris van Pax Christi Nederland. Begin 1997 liet het bestuur van Pax Christi Nederland weten dat er toen drie "gegronde en ernstige" klachten tegen Ter Laak waren ingediend die betrekking hadden op "ongewenste omgangsvormen" met (oud-)medewerkers. Los daarvan bleek er tegen hem een klacht ingediend bij het aartsbisdom. Kardinaal Simonis verzocht hem zijn suspensie als priester van het aartsbisdom in Rome aanhangig te maken. Mei 1997 werd Ter Laak door Rome uit de priesterstand ontheven. Tijdens een interview in 2001 met AMOK liet hij doorschemeren dat deze affaire te maken zou hebben met een seksueel getinte relatie in de context van zijn pastorale werk in de jaren 1982/1983. Fred van Iersel volgde hem in januari 1998 op als secretaris van Pax Christi Nederland.
Na een therapeutische behandeling in Canada keerde hij weer terug naar Nederland. Later was hij senior advisor voor het Helsinki Comité voor Mensenrechten, bestuurslid van de organisatie Press Now en initiatiefnemer van diverse stichtingen (m.b.t. Tsjetsjenië, Cuba en Colombia).

## Ziekte en overlijden
Begin 2009 werd bij Jan ter Laak alvleesklierkanker vastgesteld. Enkele weken later overleed hij op 70-jarige leeftijd aan de gevolgen daarvan in een hospitium te Wilnis. De uitvaartplechtigheid vond plaats in de Sint-Aloysiuskerk in Utrecht, waar vele honderden mensen aanwezig waren. De emeritus-aartsbisschop van Utrecht van de Oudkatholieke Kerk van Nederland, Antonius Jan Glazemaker verrichtte er de absoute. Jan ter Laak werd begraven op de R.K. Begraafplaats Sint Barbara in Utrecht.